# Autoestrada da Reunificação

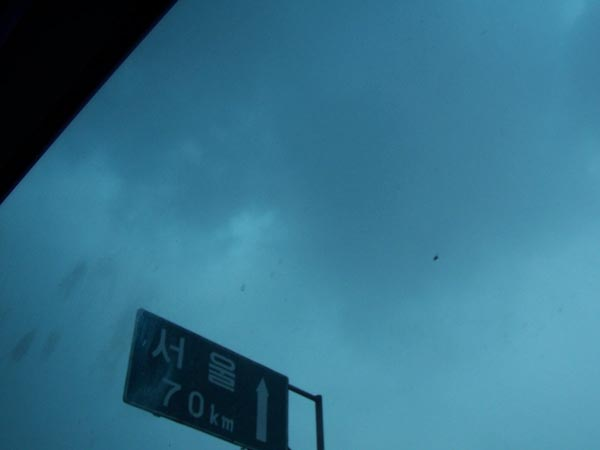
Placa indicadora da distancia até Seoul.

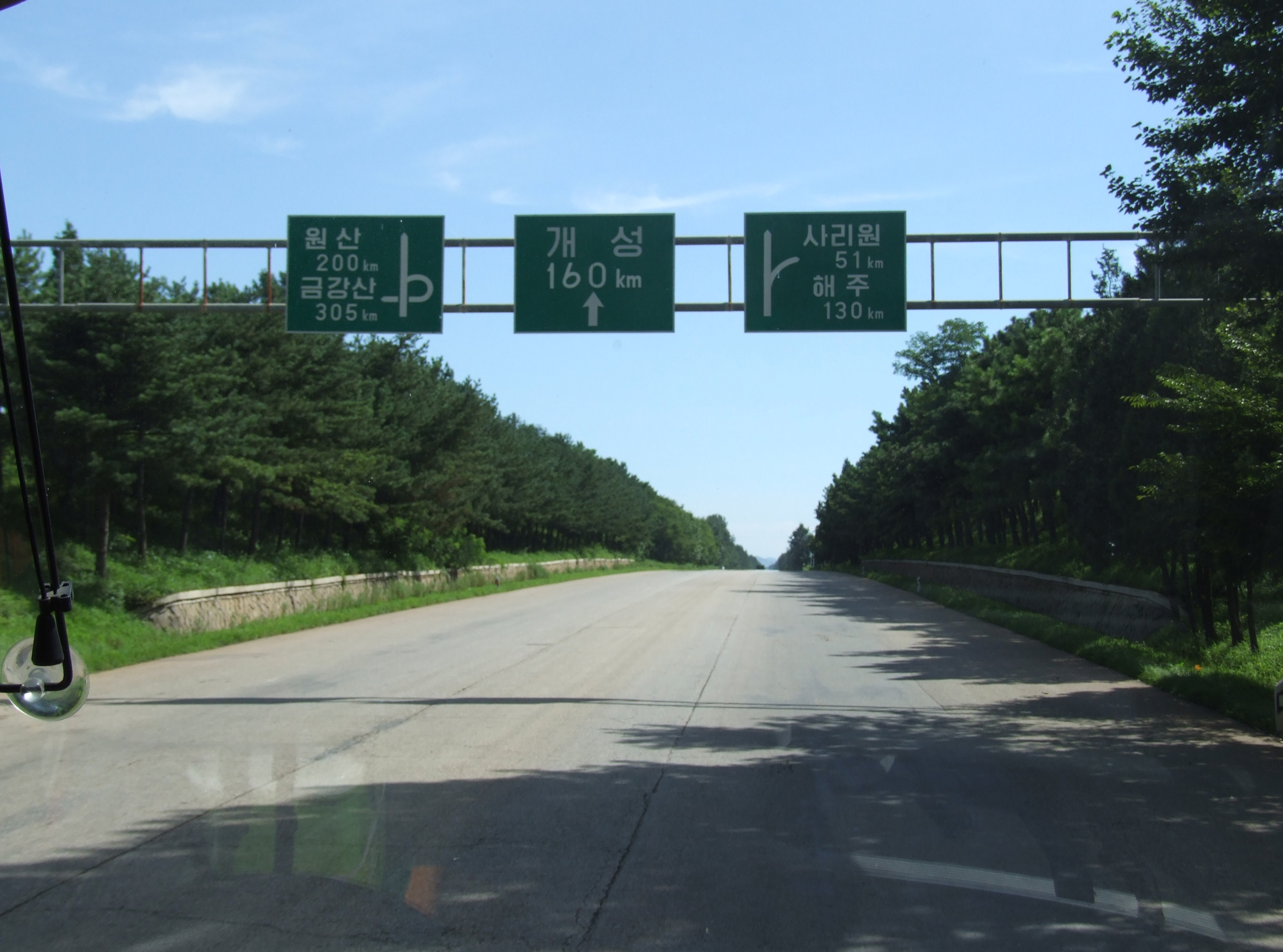
Placas indicadora das distancias até Kaesong, Wonsan e Sariwon.

A Autoestrada da Reunificação, oficialmente conhecida como a Autoestrada Pyongyang-Kaesong, é uma estrada de acesso restrito na Coreia do Norte. Liga a capital Pyongyang à Joint Security Area na Zona Desmilitarizada da Coreia via Sariwon e Kaesong. A distancia até Seoul, na Coreia do Sul, é apresentada nas placas da autoestrada, embora não seja possível atravessar a fronteira.
Tem uma extensão de 175 km, com multiplas vias em cada sentido e alguns túneis. Segundo alguns turistas, existe pouco tráfego, bem como vários check points e armadilhas para tanques.
A construção teve inicio em 1987 e terminou a 15 de Abril de 1992, o aniversário do presidente da Coreia do Norte, Kim Il-sung. O nome da autoestrada foi escolhido de forma a promover a Reunificação da Coreia. Toda a autoestrada faz parte da Asian Highway 1.